# 米蘇爾島

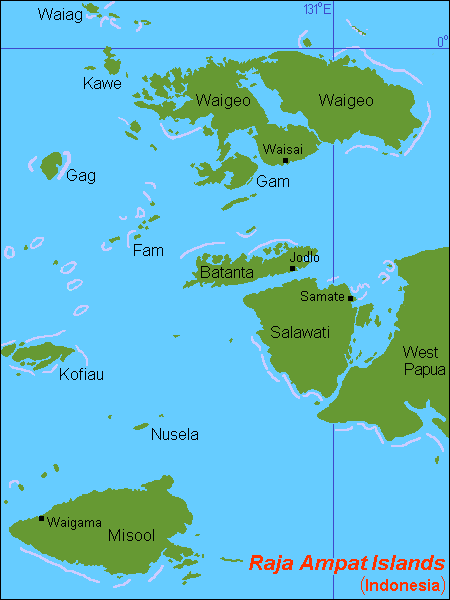
米蘇爾島位置

米蘇爾島是印度尼西亞的島嶼，位於西巴布亞省（前身為西伊里安查亞省），屬於拉賈安帕特群島四大島嶼之一，面積2,034平方公里，群島其他主要島嶼有薩拉瓦蒂島、巴丹塔島和衛吉島。行政上由拉贾安帕特县管理。
1°53′41″S 130°5′1″E / 1.89472°S 130.08361°E